# Lampyris
Genre
Le genre Lampyris (les lampyres) - avec les lucioles (genre Luciola) - contient les principales espèces de coléoptères lumineux d'Europe occidentale, dont douze espèces sont présentes en France. Les femelles aptères et les larves sont appelées « vers luisants ». 
Ce genre est proche de  Pleotomus. Il était auparavant rangé dans la tribu des Pleotomini.
Il contient entre autres le " ver luisant commun " ou lampyre (Lampyris noctiluca), où seul le mâle est capable de voler.

## Liste d'espèces
- Lampyris afghana
- Lampyris algerica
- Lampyris ambigena
- Lampyris angustata
- Lampyris angustula
- Lampyris apuliae
- Lampyris attenuata
- Lampyris berytensis
- Lampyris brevicollis
- Lampyris brutia
- Lampyris caspica
- Lampyris cincta
- Lampyris costalis
- Lampyris depressiuscula
- Lampyris exilis
- Lampyris fuscata
- Lampyris germariensis
- Lampyris gridelli
- Lampyris hellenica
- Lampyris hummeli
- Lampyris iraqi
- Lampyris lareynii
- Lampyris levigata
- Lampyris liebegotti
- Lampyris limbata
- Lampyris lobata
- Lampyris maculata
- Lampyris membranacea
- Lampyris monticola
- Lampyris nervosa
- Lampyris noctiluca, le lampyre ou ver luisant commun ;
- Lampyris occidentalis
- Lampyris olivieriana
- Lampyris orientalis
- Lampyris pallida
- Lampyris pseudozenkeri
- Lampyris raymondi
- Lampyris sardiniae
- Lampyris satoi
- Lampyris setosa
- Lampyris spinifer
- Lampyris sulpuri
- Lampyris turkestanica
- Lampyris zenkeri

## Sciences participatives
Les insectes du genre Lampyris (lampyres, ou vers luisants), sont l'objet de recherches importantes dans beaucoup de pays européens. Il s'agit de mieux comprendre les raisons de l'apparente régression de leurs populations. Comme dans d'autres pays européens, un programme de science participative français permet à chacun de signaler s'il voit ou non des vers luisants dans son jardin. Il est ainsi possible d'aider les chercheurs du CNRS et du Groupe associatif Estuaire dans leur étude.